# 남면 (정선군)
남면(南面)은 대한민국 강원특별자치도 정선군의 면이다. 면적은 130.99 km2, 인구는 2015년 12월 말 주민등록 기준으로 3,450명이다.

## 개요
남면은 면소재지인 문곡리를 중심으로 5개의 법정리와 15개의 행정리 79개반으로 구성되어 있고, 면적의 87%가 임야로 형성되어 있으며, 표고 400M 이상의 고지대의 특성을 잘살려 고랭지채소, 약초, 옥수수, 고추, 마늘등이 생산의 주종을 이루고 있다. 남면은 증산농공단지 유치, 광공업의 활성화로 제조업이 발달되었으며, 카지노 리조트 배후도시, 고원관광 도시로서 기능을 하고 있다. 특히, 전국 5대 억새풀 군락지의 하나인 해발 1,119M의 민둥산, 철쭉 군락지인 해발1,146.59M의 두위봉, 삼내약수, 고병계곡, 자뭇골 자연발생 유원지 등은 대표적인 관광지이다.

## 행정 구역
- 문곡리(文谷里)
- 광덕리(廣德里)
- 유평리(柳坪里)
- 무릉리(武陵里)
- 낙동리(樂洞里)

## 같이 보기
- 대한민국의 지리